# Orthoporus trisulcatus
Orthoporus trisulcatus är en mångfotingart som först beskrevs av Daday 1889.  Orthoporus trisulcatus ingår i släktet Orthoporus och familjen Spirostreptidae. Inga underarter finns listade i Catalogue of Life.